# Hubert Olyff
 (novembre 2022).
Si vous disposez d'ouvrages ou d'articles de référence ou si vous connaissez des sites web de qualité traitant du thème abordé ici, merci de compléter l'article en donnant les références utiles à sa vérifiabilité et en les liant à la section « Notes et références ».
 (novembre 2022).
Pour les articles homonymes, voir Olyff.
Cet article possède un paronyme, voir Bizut.
Hubert Olyff, encore appelé Bizuth, né en 1900 et mort en 1977, est un peintre et illustrateur belge.

## Famille
Il est le père du graphiste Michel Olyff.

## Biographie
Hubert Olyff alias Bizuth est né à Bruxelles en 1900 et décédé à Uccle en 1977.
Il passe son enfance à Uccle où il dessine déjà beaucoup, montrant dès le plus jeune âge un intérêt pour la précision et les détails. Il a une véritable passion pour les bateaux qu'il dessine de mémoire et fabrique de nombreuses maquettes. À l'époque il signe ses dessins d'un monogramme représentant ses initiales, un H dans un O. À partir d'environ 16 ans, il signe ses œuvres Bizuth, ou simplement BZ.
En 1920, il entre à la faculté polytechnique de l'Université libre de Bruxelles. Il réalise pendant ses études un nombre incroyable d'illustrations pour la presse estudiantine, beaucoup d'affiches et de très nombreuses caricatures. Certains de ces dessins sont consignés dans un ouvrage intitulé « ULB 20 - 26 » paru à compte d'auteur en 1949. Il fut aussi pendant ces années un « chaud poil » du Cercle Polytechnique de l'ULB. En 1924 -1925 ses études sont interrompues par un an de service militaire dont il ramène encore une foule de dessins.
Son diplôme en poche, il part prospecter à Paris pour tenter sa chance comme illustrateur et affichiste. Mais la concurrence est trop rude et il renonce. De retour en Belgique, il devient un de premiers installateurs de chauffage central au mazout.
Pendant la guerre, il est engagé comme Lieutenant faisant fonction de Capitaine d'artillerie durant la campagne des 18 jours. Démobilisé, il rentre à Bruxelles en civil. Plus question en ce temps d'installer des chauffages au mazout, Hubert Olyff travaille dans un bureau, il s'occupe de répartir selon les règles les maigres quantité de charbon dont on dispose. Il n'a pas tellement de travail et il dessine, cachant son œuvre à chaque intrusion. Il travaille pour la presse clandestine sous le pseudonyme de Thil U. (allusion au personnage de Thill Uilenspiegel).
À la Libération, il devient correspondant de guerre pour le journal La Meuse. Il travaille aussi à la confection de vitrines publicitaires animées à Bruxelles.
Après la guerre, Bizuth devient ingénieur conseil, expert pour les tribunaux. Il invente une méthode qui permet de calculer la consommation de chauffage, les « degrés jours ». Il publie dans des revues techniques et devient un pionnier en matière d'économie d'énergie.
Parallèlement à cela, il dessine, crée des affiches et quelques publicités. Il réalise aussi un nombre important d'aquarelles en voyage, en particulier en Bretagne qu'il parcourt à pied lors de ses vacances.

## Œuvres

### Illustrations estudiantines
- Nombreuses illustrations pour le Bruxelles Universitaire
- Illustration des deux premières éditions du chansonnier estudiantin de l'Université libre de Bruxelles Les Fleurs du Mâle
- Illustration du Fruit défendu chansonnier estudiantin de l'Université libre de Bruxelles
- Nombreuses affiches pour les Cercles étudiants de l'ULB parmi lesquelles des affiches de revues particulièrement réussies. Quelques illustrations aussi dans les programmes des spectacles.
- Nombreuses caricatures dont certaines publiées à compte d'auteur en 1949 dans ULB 20 - 26 aux éditions BZ
- Deux relevés de gravures - dessins représentant des professeurs gravés dans un banc de la rue des Sols (Université libre de Bruxelles - Archives, patrimoine, réserve précieuse)

### Illustrations de guerre
- Un crayon dans la guerre - Les carnets d'un artilleur en mai 40 - 100 dessins de Bizuth alias Hubert Olyff. Édition Racine Bruxelles 1995

### Publicités
- Quelques affiches et prospectus pour la sécurité au travail
- Une affiche pour le Salon de l'Auto de Bruxelles

### Cartes postales
- Quelques séries de cartes postales sur le thème de la guerre et de la libération.

## Sources
- Michel Olyff, préface de Un crayon dans la bataille. Les carnets d'un artilleur en mai 40 – 100 dessins de Bizuth alias Hubert Olyff, Édition Racine, Bruxelles, 1995.
- Michel Olyff, Michel Olyff : conversation avec Ben Durant, Gerpinnes, Tandem, 2000  (ISBN 2873490462 et 9782873490461), (OCLC 901062624)